# Le Plessier-sur-Saint-Just

Le Plessier-sur-Saint-Just este o comună în departamentul Oise, Franța. În 1 ianuarie 2022 avea o populație de 539 de locuitori.